# Михайловский, Антонин Михайлович
Антонин Михайлович Михайловский — российский адвокат, юрист, общественный деятель, поэт. В начале XX в. жил в Бийске.

## Профессиональная и антивоенная деятельность
Служил присяжным поверенным (адвокатом) при окружном суде. В марте 1917 года вошёл в бийский «исполнительный комитет» на должности товарища (т.е. заместителя) председателя. Перед Комитетом стояла задача организации выборов в городской совет. В апреле 1917 участвовал в выборах в Городской совет.
Михайловский увлекался идеями пацифизма, вёл активную переписку с сибирской интеллигенцией. Эсперантист. В 1917 году в Орле вышла его книга «Верховенство человечества и международный парламент».
После революции 1917 года Михайловский создал «Лигу общечеловеческого братства и вечного мира». Она выступала с миротворческими призывами. 4 июня 1918 года Лига обратилась к партии большевиков о призывом созыва Международного парламента. Спустя месяц она обратилась с таким же призывом к Временному Сибирскому правительству. Но теперь 
она предлагала расположить будущий Всемирный парламент в одном из городов Сибири (Омске или Томске). Антивоенная деятельность Михайловского входит в историю антивоенного движения в провинциальной России, однако практически не изучена.
В 1920 году служил в бийском Народном суде.

## Литературные произведения
Михайловский публиковал в послереволюционный период стихи в сибирских периодических изданиях, в частности в газетах «Алтай», «Алтайская правда». Известный историк Бийска Б. Х. Кадиков цитирует его стихотворение под названием «Не разрушай, а строй!» (газета «Алтайский край», 27.04.1919):
  Не разрушай, а строй! Давайте строить, братья!

Не рознь и не вражда, а общий клич "Вперёд!" 

Пусть будет как девиз для всех нас без изъятья 

И к Человечеству пусть всех нас приведёт.  